# Sabin Motora
Sabin Motora (n. 1892, Câmpeni, jud. Alba – d. 1970, Târgu Mureș) a fost un ofițer de carieră în jandarmeria română. Comandantul lagărelor Vapniarka și Grosulovo, Sabin Motora a luat măsuri de evacuare a prizonierilor evrei din Vapniarka la Grosulovo, mai aproape de granița română, contrar ordinului primit, de a-i transfera spre est, în marș forțat, pentru a muri pe drum, sau a fi predați germanilor. Apoi, 6 luni mai târziu, i-a trecut în marș din Transnistria în Basarabia, înainte de a-i readuce în țară cu trenul. El a făcut tot ce a putut ca să salveze viețile evreilor, în ciuda faptului că astfel își risca cariera militară și propria viață.

## Biografie
Sabin Motora s-a născut în 1892, într-o familie originară din Munții Apuseni, implicată activ în viața politică și culturală a românilor mureșeni. A absolvit studiile comerciale, însă în condițiile izbucnirii primului război mondial a fost activat în 1915 ca ofițer în Armata Austro-Ungară. La mai puțin de doi ani de la acel moment, a trecut Carpații și a fost integrat ca ofițer în armata română. În 1920 a fost trecut în corpul jandarmeriei române cu gradul de căpitan, iar între 1934-1937, Motora - avansat maior între timp - a fost numit comandant al Centrului de Perfecționare al Jandarmeriei de la Lugoj. Acolo, a fost coleg timp de aproape doi ani, cu tânărul medic militar Ștefan Odobleja, părintele nerecunoscut al ciberneticii.
În al doilea război mondial a fost comandantul lagărului din Caracal apoi în luna mai 1943 Motora a fost numit cel de-al patrulea comandant al lagărului de la Vapniarca (Transnistria, azi Ucraina), până la închiderea acestuia sase luni mai târziu. Aici erau deținuți unii evrei deportați din Bucovina, majoritatea fiind însă evrei din România deportați pe motive politice sau alte "abateri". Motora s-a dovedit a fi mai uman decăt comandanții anteriori și a îmbunătățit condițiile din lagăr lăsând pe deținuți să organizeze o cantină și să-și conducă un program cultural și religios iar tratamentul deținuților din partea jandarmilor și a ofițerilor s-a modificat spre bine.
Deoarece frontul se apropia de localitate, a organizat transferul majorității deținuților din acest lagăr cu trenul spre sud, la Grosulovo (astăzi localitatea Velika Mikhailivka) unde Motora a rămas ca și comandant. Această măsură a fost contrară ordinului primit, de a-i transfera spre est pentru a fi predați germanilor. Tot aici au fost transferați si câțiva deținuți din Slivina. Și în lagărul Grosulovo a instituit reguli mai permisive, lăsând pe deținuți sa-și organizeze o cantină, să lucreze în agricultură în afara lagărului, să-si procure hrana și din afară, să conducă propriul program cultural și să primească pachete și ajutoare de la rude și organizații umanitare.
Sub presiunea armatei ruse conduse de mareșalul Rodion Malinovski, trupele germane și române au fost obligate ca în primăvara anului 1944 să se retragă din Transnistria. În martie 1944, Motora a decis să-i aducă pe cei aproximativ 600 de deținuți în Basarabia, parcurgând pe jos drumul până la podul Tiraspol-Tighina (astăzi localitatea Bender din Rep. Moldova) în convoi pe drumuri agricole secundare pentru a nu fi detectați de soldații germani care se retrăgeau. Aici i-a adăpostit într-o sală de cinema abandonată pe malul Nistrului, le-a pus la dispoziție o bucătărie militară și dușuri și i-a lăsat să-și spele hainele, aceștia simțind pentru prima dată din nou un sentiment de libertate. Apoi după trei săptămâni de carantină, i-a urcat într-o garnitură de tren și a reușit să-i aducă în România la București după care au fost transferați în Lagărul de la Târgu Jiu, fiind eliberați în august 1944.
Ajuns în țară, Motora a fost anchetat de Siguranță, de Serviciul Secret de Informații, dar și de Inspectoratul general al Jandarmeriei, timp de trei săptămâni, fiind suspectat de înțelegere cu deținuții.
Mulți dintre evreii salvați de Motora au emigrat spre Israel sau în alte țări, iar alții au ajuns să ocupe diferite funcții unele chiar importante - în noua conducere politică și de stat.  Acesta a fost integrat în serviciu ca civil (în Ministerul Comerțului), iar la pensionare a primit o pensie militară. În 1970, la 78 de ani, a trecut la cele veșnice, într-un mod cât se poate de discret.
Sabin Motora a dat dovadă de calități morale și nu a ezitat să-și pună în pericol propria sa viață, salvându-i pe evreii din lagărul de la Vapniarca și transferându-i în lagărul Grosulovo, apoi în Basarabia și înapoi în țară, în condițiile în care cei de pe frontul de est căutau în primul rând să-și scape propriile lor vieți.

## Mențiuni și decorații

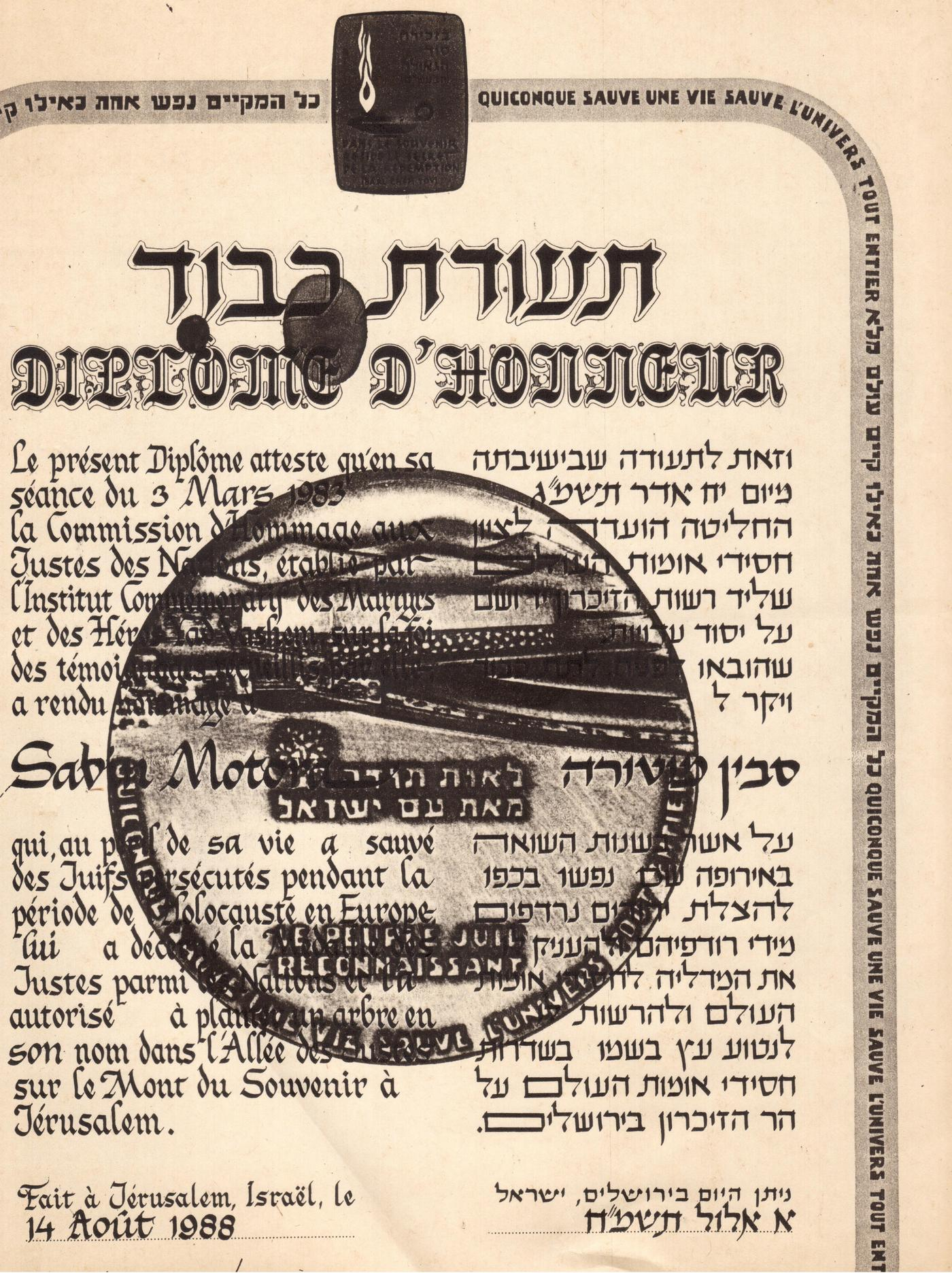
Diploma Drepți între Popoare - Yad Vashem

A fost decorat de germani în timpul celui de-al doilea război mondial cu una din cele mai înalte decorații ale statului german, Crucea de Cavaler al Ordinului „Vulturului Alb”.
În 3 martie 1983, Yad Vashem i-a conferit post-mortem titlul de "Drept între popoare" la cererea câtorva dintre cei salvați. În oferirea titlului, s-a menționat că acesta a făcut tot ce a putut pentru a salva viețile evreilor, în ciuda faptului că astfel își risca propria viață și cariera militară.
În 1990, după căderea regimului comunist, ambasadorul Israelului la București, Zwi Mazel, a ținut să-l comemoreze pe colonelul Sabin Motora  într-o solemnitate desfășurată la Ambasada Israelului și să-i ofere familiei medalia de „Drept între popoare”.
Jandarmeria Română a dat numele colonelului Sabin Motora unității mureșene de jandarmi. În conformitate cu ordinul M.A.I. Nr. 678 din 06.06 2005, începând cu data de 15.06 2005, Inspectoratul de Jandarmi Județean Mureș își schimbă denumirea în Inspectoratul de Jandarmi Județean "Col. Sabin Motora" Mureș.